# Diniz de Almada
D. Diniz de Almada, (Lisboa ou Condeixa-a-Nova, nascido a 7 de Maio de 1728) obteve o título de moço-fidalgo em 21 de junho de 1734 e  fidalgo escudeiro em 1 de novembro do mesmo ano. Tendo frequentado as aulas de cânones da Universidade de Coimbra, e igualmente sido porcionista do Colégio de São Paulo em Coimbra. Terá depois ingressado na Ordem de Malta e foi Arcediago de Braga e beneficiado na Sé da Guarda, na Colegiada de Torres Vedras e na Colegiada do Arrabalde da Vila de Sintra. Aí terá vivido e morrido na sua propriedade em 1806, hoje na freguesia de São Pedro de Penaferrim, que sempre ficou se chamando "Quinta de Denis".
Como administrador da capela instituída pelo prior de Sintra, Manuel Pereira Souto Maior, tinha uma casa que lhe pertencia no Beco do Lamirante (junto ao Beco dos Salteiros), no Bairro do Rossio, em Lisboa e que tinha sofrido um incendio originado pelo Terramoto de 1755.
Era filho de Luis José de Almada (10º conde de Avranches, 13º senhor dos Lagares d' El-Rei, e 8º senhor de Pombalinho) e de Violante de Portugal.